# Slavernij in het Ottomaanse Rijk
Slavernij in het Ottomaanse Rijk vormde een legaal en belangrijk onderdeel van zowel de economie als de samenleving van het Rijk. In Constantinopel, de hoofdstad van het Rijk, bestond de bevolking van 1609 voor ongeveer een vijfde uit slaven. De slavernij van volkeren uit de Kaukasus werd in het begin van de 19e eeuw verboden, maar slaven uit andere bevolkingsgroepen bleven langer toegestaan. Zelfs na verschillende pogingen om de slavernij in de 19e eeuw af te schaffen, bleef de praktijk tot in de vroege 20e eeuw nagenoeg onaangedaan voortduren. Nog in 1908 werden er vrouwelijke slaven verkocht in het Ottomaanse Rijk. Seksuele exploitatie van slaven bleef gedurende de hele geschiedenis een centraal onderdeel van het Ottomaanse slavensysteem.
Een lid van de slavengemeenschap, in het Turks kul (dienaar) genoemd, kon een zekere status bereiken, zoals haremwachter of janitsaar. Niet zelden trof men slaven aan in de voorhoede van het Ottomaanse bestuur. In speciale scholen werden ze gevormd tot ambtenaren met een grote bestuurskennis en extreme loyaliteit. Veel ambtenaren van de Ottomaanse regering waren ooit gekochte slaven, die het succes van het Ottomaanse Rijk uit de 14e eeuw tot de 19e eeuw in belangrijke mate mede bepaalden. Deze ambtenaren bezaten zelf ook een groot aantal slaven, alhoewel niet zoveel als de sultan.

## Vroeg-Ottomaanse slavernij

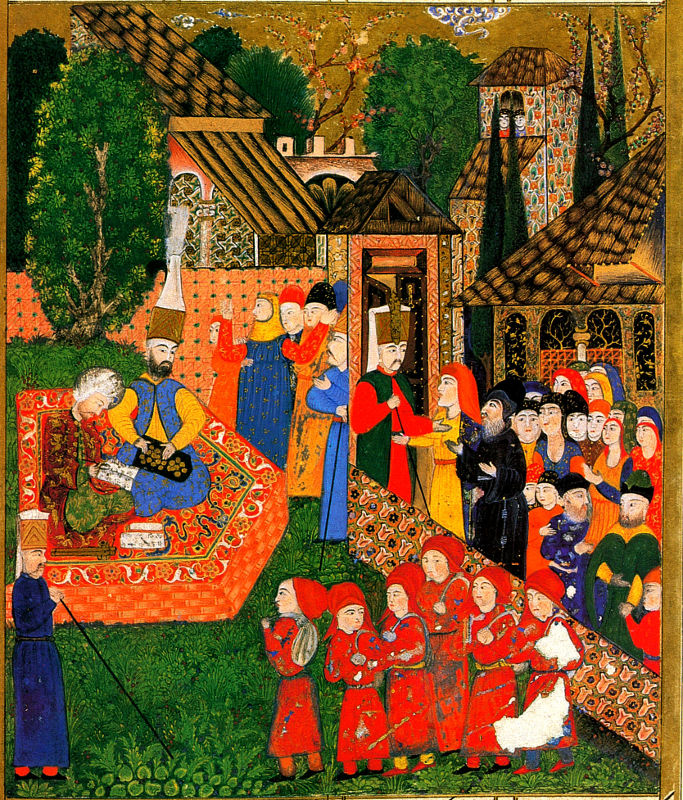
Het rekruteren van jannitsaren op de Balkan

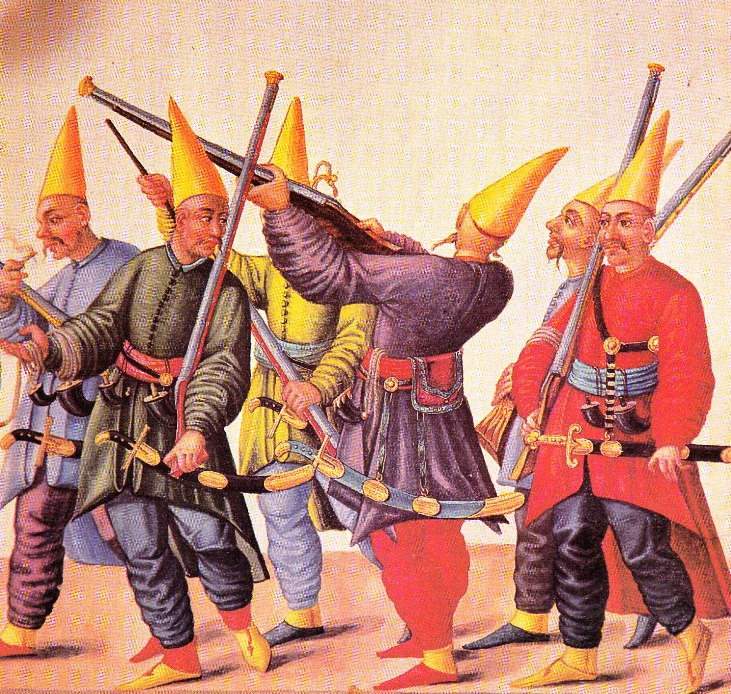
janitsaren in opleiding

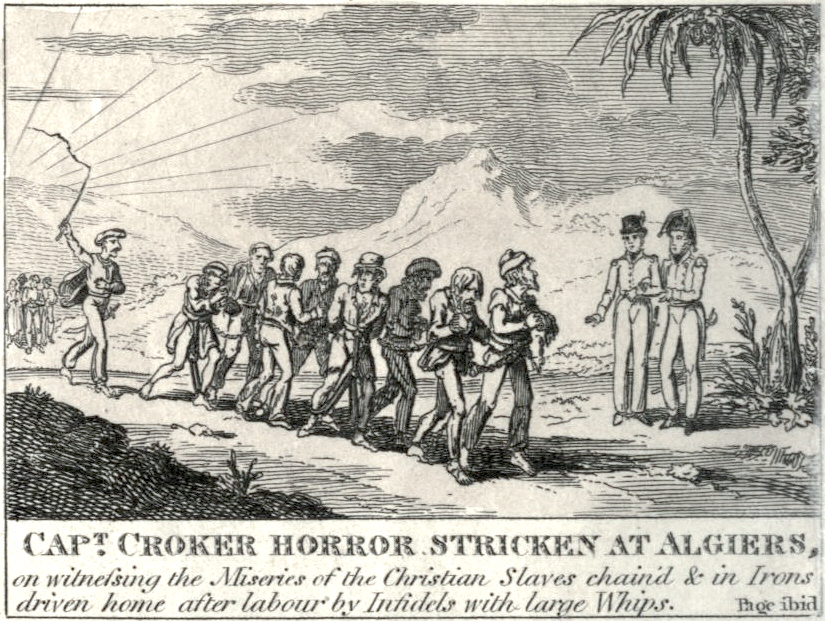
Kapitein Walter Croker is getuige van het voortdrijven van christelijke slaven na arbeid in Algiers (1815)

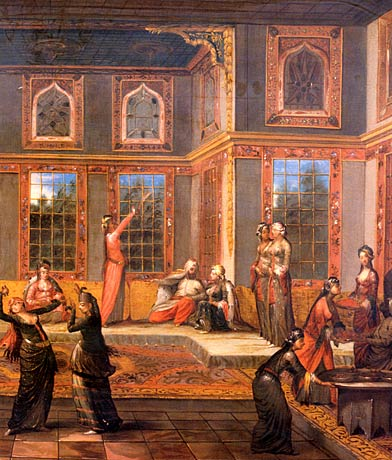
Harem (Jean Baptiste Vanmour)

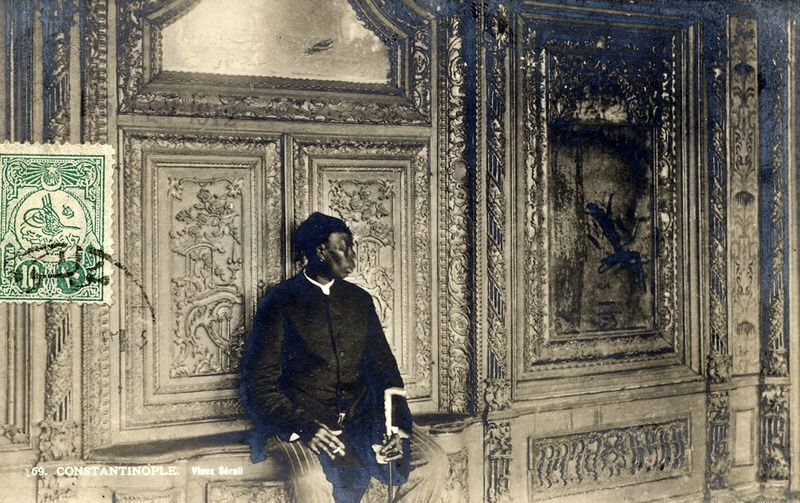
Ottomaanse eunuch, 1912

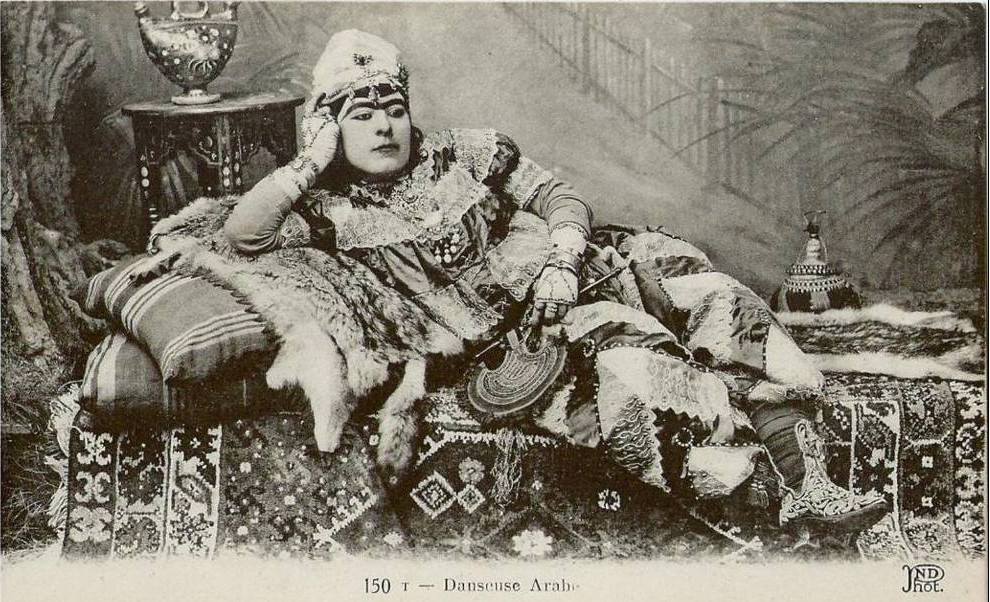
Köçek (Ottomaanse danser)

In het midden van de 14e eeuw bouwde Murat I een leger van slaven op, de Kapıkulu. Deze strijdkrachten waren gebaseerd op het recht van de sultan op een vijfde van de oorlogsbuit. Onder oorlogsbuit verstond de sultan ook het meenemen van gevangenen als slaven. Deze slaven werden gedwongen zich te bekeren tot de islam en vervolgens opgeleid in speciale diensten. Het devşirme-systeem (bloedbelasting) kan eveneens worden beschouwd als een vorm van slavernij, omdat de sultan zijn absolute macht over de slachtoffers kon uitoefenen. Echter, als slaaf of kul van de sultan konden ze zich opwerken tot hoge staatsfunctionarissen en deel uitmaken van de militaire elite.
De slaven werden verhandeld op speciale markten (Esir of Yesir). Naar zeggen richtte sultan Mehmet II de veroveraar de eerste vijf slavenmarkten in de jaren 1460 in Constantinopel op.

## Ottomaanse slavernij in Oost-Europa
Het devşirme-systeem was het weghalen van jonge christelijke jongens bij hun families. Deze zogenaamde bloedbelasting werd uitgeoefend in Anatolië en op de Balkan. De jongens werden bekeerd tot de islam en ingelijfd in de meest bekende tak van de Kapıkulu, de janitsaren, een goed getraind keurkorps van het Ottomaanse leger. Het korps vormde een beslissende factor bij de Ottomaanse invasies van Europa. Het merendeel van de militaire commandanten van de Ottomaanse troepen, zoals Makbul Ibrahim Pasja en Sokollu Mehmet Pasja, werden op deze wijze gerekruteerd. In 1609 telde het korps al meer dan 100.000 leden.
De zeer extensieve inzet van slaven ten behoeve van de oorlogsvoering droeg eraan bij dat slavernij in huishoudelijke of economische dienst een minder voorkomend fenomeen was.
Het Kanaat van de Krim onderhield tot de 18e eeuw eveneens een levendige en grootscheepse slavenhandel met het Ottomaanse Rijk en het Midden-Oosten. Met het oogsten van de steppe verwezen de Tartaren van de Krim naar het halen van Slavische boeren die ze tot slaaf maakten. Het Pools-Litouwse Gemenebest en Rusland leden zwaar onder de reeks Tartaarse invasies, die als doel plundering, roven en het halen van slaven hadden. Tot in de 18e eeuw bleven de grensgebieden in een haast permanente staat van oorlog. Geschat wordt dat tot 75% van de bevolking van de Krim uit slaven dan wel vrijgelaten slaven bestond.

## Barbarijse slavenhandel
Barbarijse piraten namen tussen de 16e en 19e eeuw honderdduizenden christenen uit Europa gevangen, die ze als slaven verkochten in Noord-Afrika en het Ottomaanse Rijk. De invallen werden vooral geleid door Berbers en minder door Ottomaanse Turken, echter op het hoogtepunt van de Barbarijse slavenhandel in de 16e en 17e eeuw waren de Barbarijse staten onderworpen aan de Ottomaanse jurisdisctie en werden ze geregeerd door Ottomaanse pasja's. Bovendien werden veel slaven door de piraten verkocht aan Ottomaanse gebieden. Dit gebeurde voor, tijdens en na de Barbarijse periode van Ottomaanse heerschappij.

## Zanj
Omdat er islamitische restricties golden om moslims en mensen van het Boek (joden en christenen) tot slaaf te maken, waren gebieden in Afrika een populaire bron voor slaven. Deze slaven werden bekend onder naam Zanj en werden vooral weggevoerd uit Oost-Afrika. De Zanj werden vooral in de huishouding ingezet en in het leger als soldaten. Sommigen wisten zich enigszins op te werken, maar over het algemeen golden ze binnen het Ottomaanse Rijk als inferieur aan Europese en Kaukasische slaven. Er wonen tienduizenden Afro-Turken in het moderne Turkije, afstammelingen van de Zanj. De Afro-Turkse activist Mustafa Olpak stichtte de eerste officieel in Turkije erkende organisatie van Afro-Turken (Afrikalılar Kültür ve Dayanışma Derneği) in de stad Ayvalık.

## Haremslaven
De concubines van de Ottomaanse sultan bestonden voornamelijk uit gekochte slaven. De vrouwen waren over het algemeen van christelijke oorsprong. De moeder van een sultan, ook al was ze feitelijk gezien een slavin, kreeg de titel valide sultan (koninginmoeder). Een opmerkelijk voorbeeld was Kösem Mahpeyker, dochter van een Grieks-orthodoxe priester en moeder van sultan Murat IV en Ibrahim I. Zij was in de eerste decennia van de 17e eeuw een van de meest invloedrijke vrouwen die het Ottomaanse Rijk heeft gekend. Roxelana is een ander opmerkelijk voorbeeld. Zij was de dochter van een Roetheense orthodoxe priester en de favoriete vrouw van Süleyman de Grote.
De concubines werden bewaakt door eunuchen, vaak slaven afkomstig uit Afrika. De eunuchen werden geleid door de Kizlar Agha (agha van de meisjes). Omdat de islamitische wet castratie van de man verbood kocht de sultan eunuchen in Ethiopië, waar jongens op gruwelijke wijze door Koptische priesters waren ontdaan van penis en testikels. De slachtoffers kwamen oorspronkelijk uit streken als Darfoer of Kordofan in de Soedan. Slechts een minderheid overleefde de operatie. De totaal ontmande jongens brachten veel geld op, veel meer dan castraten waarvan alleen de testikels waren verwijderd.

## Seksslaven
Circassiërs, Syriërs en Nubiërs waren de belangrijkste volken die het Ottomaanse Rijk voorzagen van seksslavinnen. De (blanke) Circassische vrouwen werden omschreven als eerlijk en werden regelmatig door Circassische leiders geschonken aan de Ottomanen. Deze vrouwen waren het populairst bij Turken en brachten het meeste geld op. Minder geld brachten de licht-getinte Syrische vrouwen op, met hun donkere ogen en donker haar, waarvan werd gezegd dat ze een goed figuur hadden als ze jong waren. Het goedkoopst en minst populair waren de donkere (zwarte) Nubische meisjes, die bleven steken op een schamele 5% van de waarde van een Circassisch meisjes.
Ook door devşirme verkregen jongens waren soms seksslaaf. Meestal werden ze tewerkgesteld in bad- of koffiehuizen, ze werden dan tellak of köçek voor zo lang ze jong baardloos bleven.

## Het verval en de onderdrukking van Ottomaanse slavernij
Dankzij Europese inmenging in de 19e eeuw ondernam het Rijk pogingen om de slavenhandel te beknotten, die voordien onder Ottomaanse wet sinds het begin van het rijk als rechtsgeldig werd beschouwd. Een van de belangrijke campagnes tegen de Ottomaanse slavernij en slavenhandel werd in de Kaukasus geïnitieerd door de Russische autoriteiten.
Een reeks wetten werd uitgevaardigd om eerst de slavernij van blanken en later die van alle rassen en religies te beperken. In 1830 vaardigde sultan Mahmut II een decreet uit die de vrijheid gaf aan blanke slaven. Onder hen bevonden zich Circassische slaven en Griekse slaven, die in 1821 in opstand waren gekomen tegen het Rijk.
Een andere decreet, dat de handel in Circassische kinderen afschafte, werd uitgevaardigd in oktober 1854. In 1858 werd een verbod ingesteld in het handelen in Zanj-slaven. Aan de positie van de bestaande Zanj-slaven veranderde echter niets.
Desondanks duurde de slavernij en de handel in slaven nog decennia voort, vooral ook omdat de naleving van de wetten niet werden ondersteund door een strafsysteem. Pas in 1871 bepaalde een richtlijn dat voor de beoefening van de handel in slaven één jaar gevangenisstraf kon worden opgelegd.
De laatste sultans wilden een einde maken aan de slavernij en gaven geen toestemming meer voor strooptochten om nieuwe slaven te vangen. Hoewel de sharia of islamitische wet slavernij toestaat, werd de slavenhandel in het Ottomaanse Rijk later uitdrukkelijk verboden door gebruik te maken van slimme technische mazen in de toepassing van de sharia. Zo gold als voorwaarde bij de nieuwe toepassing van de sharia dat iedereen niet als slaaf kon worden gehouden als de persoon voor zijn gevangenneming reeds moslim was. Ook kon iemand niet als slaaf worden gehouden als de gevangenneming niet voorafgegaan werd door een formele verklaring van de oorlog, die alleen kon worden afgegeven door de sultan. Het lot van bestaande slaven bleef echter vaak onveranderd.
Samen met 16 andere landen ondertekende het Ottomaanse Rijk het verdrag van de Brusselse anti-slavernij conferentie in 1890. Echter op lokaal niveau bleef slavernij clandestien bestaan tot in het begin van de 20e eeuw.